# 주교 지팡이

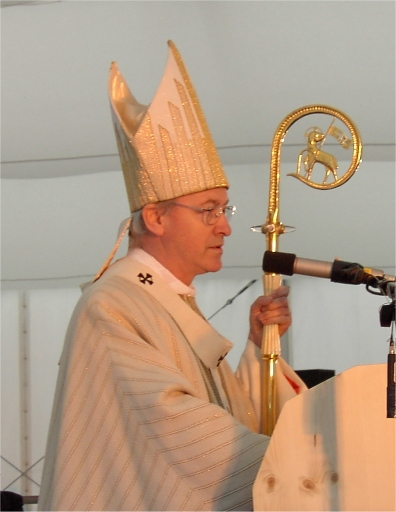
서방 교회식 주교 지팡이를 짚고 있는 가톨릭교회의 대주교.

주교 지팡이(라틴어: Baculus Pastoralis)는 기독교의 고위 성직자인 주교가 휴대하는 지팡이로, 소유주의 직무를 상징한 것이다. 그외 사용되는 고위 성직자의 상징으로는 주교관과 주교 반지가 있다. 바쿨루스, 주교장(主敎杖) 또는 목장(牧杖), 목자 지팡이이라고도 부르며, 성공회에서는 거룩한 지팡이라는 뜻으로 성장(聖杖)이라고 부른다.

## 상징
주교 지팡이는 주교의 직무 권한, 즉 품위와 관할권을 상징한다.

### 서방 교회
서방 기독교의 주교 지팡이의 형태는 양치기의 지팡이와 비슷하다. 담당 지역 교회를 가진 주교는 특별히 ‘하느님 무리의 양치기’로서 주교 지팡이를 갖고 있으며, 담당 교구가 없는 주교라도 예식을 거행하고 성사를 집전할 때는 항상 주교 지팡이를 가지고 다닌다. 보통 오른손으로 축복을 내리기 때문에 왼손으로 주교 지팡이를 잡고 다닌다. 주교 지팡이는 자기 지역에 대한 관할권을 드러내고 있기 때문에 주교가 자기 지역 교회에서 예식을 거행할 때는 구부러진 쪽을 교우들을 향해서 들지만, 다른 지역 교회에서 예식을 거행할 때는 교우들을 향해서가 아닌 자신을 향해서 들게 된다. 또한, 주교 지팡이는 평상시에는 조립하여 제대 의자 뒤에 두었다가 예식이 시작하면 입당이나 퇴장할 때 복사가 들고 행진하다가 주교에게 건넨다. 이때 복사는 맨손으로 주교 지팡이를 만질 수 없어서 어깨부터 팔을 덮는 숄처럼 생긴 비단 베일(vimpa)을 착용하고 잡는다.
주교가 장례미사를 집전할 경우에는 지팡이를 사용하지 않는 것이 일반적이다.
주교 지팡이는 해당 성직자가 주교로 승격하는 서품 미사 동안에 주교단으로부터 부여받는다. 이때 주례 주교는 새 주교에게 주교 지팡이를 주면서 “사목직의 표지인 주교 지팡이를 받으십시오. 성령께서 그대를 하느님의 교회를 다스리는 주교로 세우셨으니 모든 양 떼를 돌보십시오.”라고 당부한다. 더불어 대수도원장과 대수녀원장도 고대의 관습에 따라 수도원 안에서는 지팡이를 사용할 권리가 있다.
교회법상 지팡이는 대수도원장과 대수녀원장, 주교, 추기경들이 사용하는 전용 문장에서 빠지지 않고 첨부되는데, 그 이유는 양치기로서의 권위를 나타내기 때문이다. 성공회에서는 주교가 집전하는 감사성찬례는 물론 성당 축성식, 즉 주교가 새로 건립된 성당을 축복하는 예식에서도 지팡이가 사용된다.

### 동방 교회

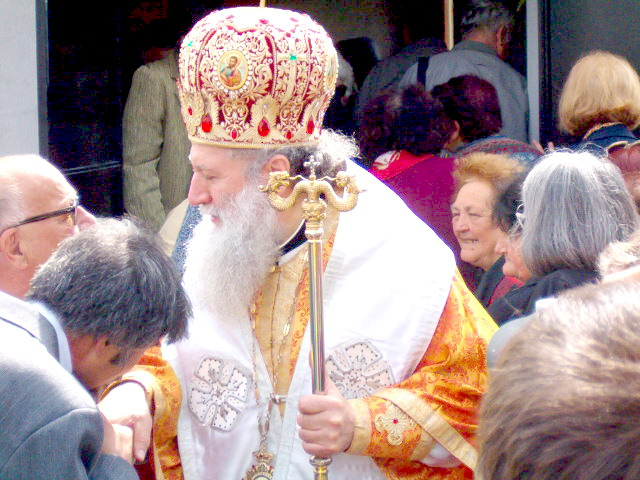
동방 교회식 주교 지팡이를 짚고 있는 동방 정교회의 주교.

동방 정교회, 동방 가톨릭교회, 오리엔트 정교회 등 동방 기독교의 주교들 역시 서방 교회의 주교들처럼 주교 지팡이를 사용한다. 주교 서품식 때, 서품식을 집전하는 수석 주교가 예식이 끝나면 새 주교에게 주교 지팡이를 하사한다.
과거에 키프로스의 대주교는 비잔티움 제국 황제의 홀과 비슷하게 생긴 주교 지팡이를 짚고 다녔다고 전해진다. 이는 제논 황제가 키프로스 정교회에 부여한 세 가지 특권 가운데 하나였다.
수도 공동체를 이끄는 대수도사제 및 수도원장과 수녀원장 또한 지팡이를 짚고 다닐 수 있다. 지팡이는 수도원장으로 착좌하는 성찬예배 동안에 주교로부터 하사받는다.
주교, 대수도사제, 수도원장 등은 전례를 집전하지 않는 평상시에는 전례용 주교 지팡이 대신에 머리 부분이 구형으로 은으로 장식된 지팡이를 짚고 다닌다.

## 장식

### 서방 교회
주교 지팡이는 재질이 좋은 금속을 재료로 만들어지며, 그 위에 금박을 입히거나 은으로 도금한다. 이와는 달리 대수도원장의 지팡이는 나무로 만든 것이 많다.
서방 교회의 주교들이 사용하는 지팡이는 그 형태가 옛날부터 양치기들이 즐겨 사용하는 지팡이와 매우 유사한데, 윗부분 끝이 휘어져 있거나 갈고리와 비슷한 모양이다. 이는 주교의 양치기로서의 속성을 잘 나타낸다고 볼 수 있다. 일설에는 아론의 지팡이에서 유래했다고 한다. 지팡이의 몸통은 단순한 지팡이 모양이고, 윗부분은 꽃무늬 등으로 장식한다. 개중에는 지팡이와 지팡이 끝이 만나는 부분에 교회를 표현하게 화려하게 치장한 것도 있다.
그리고 주교가 지팡이를 잡는 부분에는 아마포 따위의 깨끗하고 값비싼 천이나 수건이 걸려 있다. 그 이유는 사람의 손을 타서 지팡이가 변형 내지는 변색할 위험을 사전에 차단하기 위함이다.

### 동방 교회
동방 교회의 주교 지팡이는 서방 교회의 지팡이와는 그 형태가 전혀 다르다. 동방 교회의 지팡이는 서방 교회의 지팡이처럼 양치기의 지팡이보다는 목발에 더 가까운 형태를 하고 있다.
수다리움(주교 지팡이를 보호하는 덮개)의 전통은 동방 교회에서는 여전히 남아 있는데, 보통 브로케이드나 벨벳 같은 화려한 직물로 제작하며 십자가나 기타 종교적 상징물들로 자수를 수놓는다. 그리고 가장자리에는 레이스 장식이 있으며 밑 부분에는 술이 달려 있다. 수다리움은 대개 위쪽 모서리에 끈이 달린 직사각형 모양의 천조각인데, 이 끈은 수다리움을 주교 지팡이에 고정시키는 역할을 한다. 수다리움이 점차 발전하면서 주교들은 손으로 수다리움을 감싼 채 주교 지팡이를 잡지 않고 다른 사람들의 눈에 잘 띄도록 수다리움 아래쪽에 주교 지팡이를 잡는다.
동방 교회의 주교 지팡이에는 두 가지 종류가 있다. 첫 번째 종류는 T자형 주교 지팡이인데, 팔 부분이 곡선을 그리며 아래로 늘어져 있고 그 위에 작은 십자가 장식이 꽂혀 있다. 또 다른 종류로는 머리 부분에 한 쌍의 뱀 내지는 용이 꽈리를 튼 채 서로 마주 보고 있는데, 그 사이에 작은 십자가가 있는 형상이다. 이 십자가는 자신의 양 떼를 돌보는 주교의 근면함을 상징한다고 한다.

## 교황

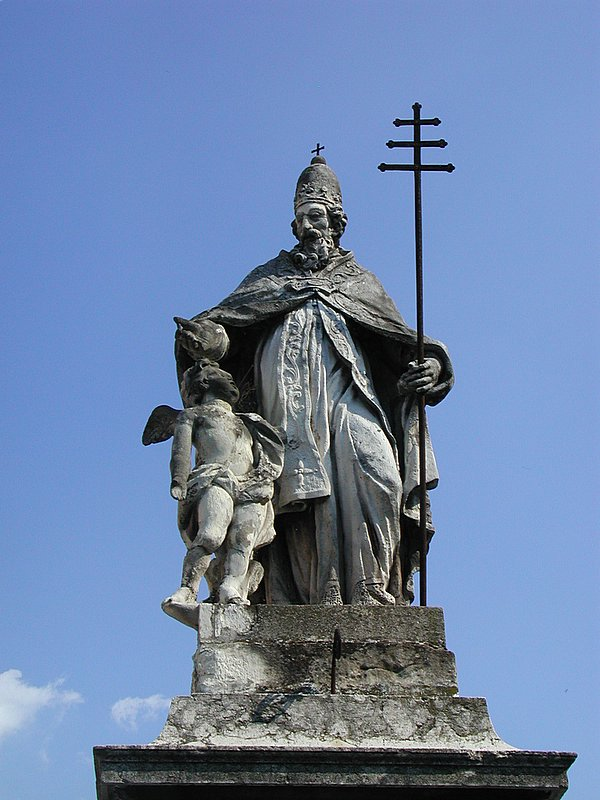
교황 십자가를 들고 있는 교황 실베스테르 1세 석상.

초대교회 시절에는 교황들도 때때로 주교 지팡이를 들고 다녔다. 그러나 이런 관습은 점차 사라져가다가, 11세기 교황 인노첸시오 3세 무렵에는 완전히 종적을 감추었다. 그 대신 교황 전용 지팡이를 짚고 다니게 되었는데, 일반 주교들의 지팡이가 윗부분이 원형으로 구부러져 있는 데 반해 교황의 지팡이는 윗부분이 황금빛으로 빛나는 교황 십자가 모양이었다. 그러나 이 역시 교황 바오로 6세에 의해 폐지되고 그 대신 약간 비틀어진 막대기에 윗부분의 십자가에 예수상이 못 박힌 형태로 고정된 현대적인 지팡이를 사용하였다. 교황 요한 바오로 1세와 교황 요한 바오로 2세도 바오로 6세가 사용하였던 지팡이를 그대로 사용하였으며, 교황 베네딕토 16세도 재위 초반기에는 바오로 6세의 지팡이를 사용하였다. 그러나 2008년 이후로 베네딕토 16세는 바오로 6세가 사용하던 지팡이 대신 과거 교황들이 사용하던 전통적인 양식의 황금 지팡이를 다시 사용하기 시작하였다.

## 같이 보기
- 석장
- 양치기의 지팡이